# Bu Halu
Bu Halu (arab. بوحلو; fr. Bouhlou)  – jedna z 53 gmin w prowincji Tilimsan, w Algierii, znajdująca się w środkowej części prowincji, około 28 km na zachód od Tilimsan. W 2008 roku gminę zamieszkiwało 6347 osób. Numer statystyczny gminy w Office National des Statistiques d'Algérie to 1347.